# Hoikansaari (ö i Södra Savolax, S:t Michel, lat 61,84, long 26,57)
Hoikansaari är en ö i Finland. Den ligger i sjön Puula och i kommunen Kangasniemi i den ekonomiska regionen  S:t Michel och landskapet Södra Savolax, i den södra delen av landet, 200 km norr om huvudstaden Helsingfors. Öns area är 28,2 hektar och dess största längd är 1 kilometer i nord-sydlig riktning.